# Domnonea

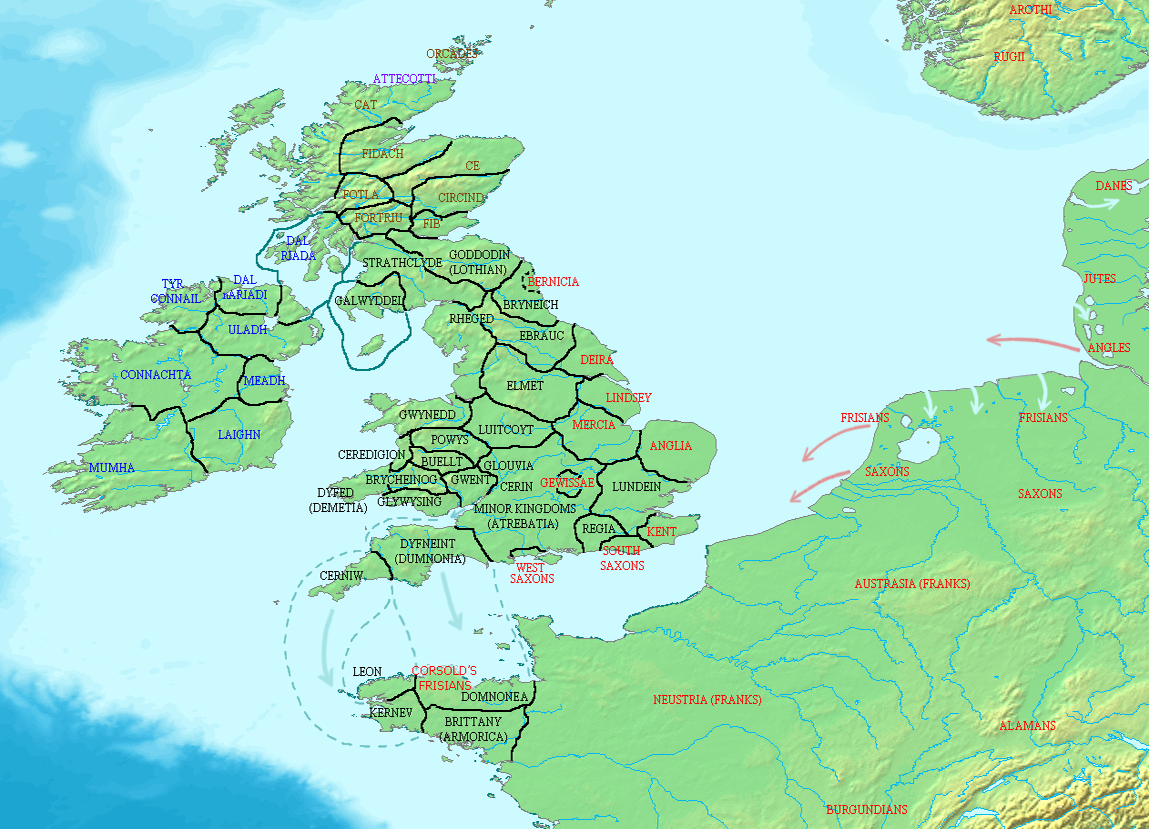
Bretanya el 500.

Domnonea (també Dumnonée) o Domnonia va ser una regió històrica de Bretanya que va existir durant el segle vi de la nostra era. El seu nom procedeix del de Dumnònia, actual Devon al sud-oest de Gran Bretanya, i el de la regió veïna, Cornualla (bretó: Kernev) deriva del de Cornualla (còrnic: Kernow). Els habitants de Domnonea i els de la Cornualla bretona són els descendents dels colons britans que van arribar a la península armoricana procedents de Dumnònia i Cornualla (Gran Bretanya) als segles V i VI.
A l'Armòrica el regne fou fundat en els darrers anys de l'Imperi Romà. Incloia Trégor, Dol-de-Bretagne, Goëlo i Penthièvre. Els seus líders tenien el tractament de príndeps, però més tard van obtenir el títol de reis dels bretons.

## Història
A Armòrica, el regne va ser fundat per Riwal, de Gwent, a Gal·les vers el segle v. Inicialment va mantenir lligams amb els altres regnes britànics de Gal·les, Cornualla i Devon, de tal manera que la majoria dels nobles i clergues del territori eren originaris de l'altra banda del canal, com ho demostren les nombroses llegendes i hagiografies. Això es va mantenir durant segles, de manera que durant el regnat d'Enric VIII d'Anglaterra, l'abat de Notre-Dame de Beauport tenia parròquies al comtat de Goëlo i a Devon.
La història del territori és poc coneguda. Hi ha una llista de prínceps, inclòs Riothamus, qui va lluitar amb els romans contra els gots. Després de 530, va incloure la futura diòcesi de Léon i fou el principal regne de Bretanya. També hi ha una teoria que afirma que hi havia una sola sobirania entre les dues branques, armoricana i cornuallesa. Podria haver estat un cap militar britànic que vigilés el Canal de la Mànega dels atacs dels pirates, potser aliat de Khildebert I o de Clodoveu I.
Judicael ap Hoel (Sant Judicael) va governar Domnonea durant el segle vi. En 1034, el terme va designar el Comtat de Penthièvre sota el govern d'Eudes, segon fill de Geoffroi I, duc de Bretanya. El nom va desaparèixer poc després.